# ۱۰ دسامبر
۱۰ دسامبر در تقویم گرگوری، سیصد و چهل و چهارمین (در سال‌های کبیسه سیصد و چهل و پنجمین) روز سال است. ۲۱ روز تا پایان سال باقی است.

## رویدادها
- ۱۵۱۰ - نیروی دریایی پرتغال به فرماندهی آلفونسو دو آلبوکرک به کمک مزدوران محلی بندر گوا در غرب هند را از دست سلطان‌نشین عادل‌شاهیان خارج کرد و به مدت ۴۵۱ سال در تصرف خود نگاه داشت.
- ۱۷۹۹ - فرانسه متر را به عنوان یکای رسمی طول قرار داد.
- ۱۸۱۷ - میسیسیپی به عنوان بیستمین ایالت ایالات متحده آمریکا شناخته شد.
- ۱۸۶۸ - نخستین چراغ راهنمایی و رانندگی خارج از کاخ وست‌مینستر در لندن قرار داده شد.
- ۱۹۰۱ - اولین جوایز نوبل در سالروز مرگ آلفرد نوبل اعطا شدند.
- ۱۹۰۹ - سلما لاگرلوف به عنوان اولین زن برنده جایزه نوبل موفق به بردن جایزه ادبیات نوبل شد.
- ۱۹۳۲ - تایلند نظام حکومتی خود را به مشروطه سلطنتی تغییر داد.
- ۱۹۴۸ - اعلامیه جهانی حقوق بشر با هدف ایجاد و تضمین حقوق و آزادی‌های برابر برای همه مردم به تصویب رسید.
- ۲۰۰۵ - شبکه خبری روسیه امروز با هدف بیان دیدگاه‌ها و مواضع روسی در مورد موضوعات جهانی آغاز به کار کرد.

## مناسبت‌ها
- روز جهانی حقوق بشر

## زادروزها
- ۱۸۰۴ – کارل گوستاو ژاکوب ژاکوبی، ریاضی‌دان آلمانی (درگذشته (میلادی))
- ۱۸۵۵ - آگوست اسپایز، فعال کارگری آنارشیست

## مرگ‌ها
۱۸۹۵_درگذشت آلفرد نوبل،مخترع دینامیت و بنیانگذار جایزه نوبل.

## جُستارهای وابسته
- ویکی‌پدیا:یادبودهای برگزیده/۱۰ دسامبر